# مايكل رايلي
مايكل رايلي هو ممثل كندي، ولد في 4 فبراير 1962 بلندن في كندا.

## أعمال

### أفلام
- (1997) أميستاد[3]
- (2005) بركان هائل
- (2009) السيد لا أحد[4][5]

### مسلسلات
- التحقيق في موقع الجريمة

## وصلات خارجية
- مايكل رايلي على موقع IMDb (الإنجليزية)
- مايكل رايلي على موقع ألو سيني (الفرنسية)
- مايكل رايلي على موقع أول موفي (الإنجليزية)
- مايكل رايلي على موقع قاعدة بيانات الأفلام السويدية (السويدية)
- مايكل رايلي على موقع إن إن دي بي (الإنجليزية)
- مايكل رايلي على موقع قاعدة بيانات الفيلم (الإنجليزية)
- مايكل رايلي على موقع كينوبويسك (الروسية)